# Фъгъраш
Фъгъра̀ш (на румънски: Făgăraş; на унгарски: Fogaras; на немски: Fugresch) е град в Румъния. Той се намира в статистическия регион Център (Чентру) и в историческата област Трансилвания (Ардял). Фъгъраш е вторият по важност град в окръг Брашов.
Според данните от преброяването на населението през 2002 г. Фъгъраш има 36 121 жители.

## Природни особености
Град Фъгъраш се намира в южния дял на историческата област Трансилвания, на около 68 км западно от Брашов.
Градът се намира в обширна и плодородна долина по течението на река Олт в средното течение на най-дългата румънска река. Южно от града се издигат Карпатите (т.н. дял Фъгърашки планини), а на север се намира се издигат хълмовете на средна Трансилвания.

## История
Фъгъраш, заедно със съседното Селище, са първите писмено засвидетелствани влашки поселища на в Трансилвания - още в 1222 г. по време на Втората българска държава и управлението на цар Иван Асен II. В Бурценланд по това време със сасите и секеите са отбелязани и власите. Първият документ който отбелязва тази земя около Брашов с името Terra Borza, заселена с рицари от тевтонския орден, е от 1192 г. Саси се заселват във Фъгъраш по време на татарското нашествие през 1242 г. При управлението на Габриел Бетлен Фъгърашкия регион се замогва много, а крепостта е изцяло възстановена и доукрепена. Жужана Лоранфи открива румънско училище в града през 1658 г.

## Население
Румънците представляват по-голямата част от населението на Фъгъраш, а големи малцинства са унгарците и циганите. До средата на 20 век в града е имало и много евреи и германци.

### Личности
- Михай I Апафи, починал във Фъгъраш
- Овид Денсушану, роден във Фъгъраш
- Хория Сима, роден в село Мандра до Фъгъраш
- Никушор Дан, роден във Фъгъраш, Президента на Румъния

## Галерия
- Типична стара къща във Фъгъраш
- Детайл от центъра на града
- Фъгъраш (замък)
- Замъкът с града